# 2. deild islandzka w piłce nożnej (1988)
Sezon 1988 był 34. sezonem drugiego poziomu ligowego piłki nożnej na Islandii. Pierwsze miejsce zajął zespół FH, zdobywając czterdzieści cztery punkty w osiemnastu meczach. Po sezonie awansowały zespoły FH i Fylkir, spadły natomiast KS oraz Þróttur Reykjavík.

## Drużyny
Po sezonie 1987 z ligi awansowały zespoły Víkingur Reykjavík i Leiftur, spadły zaś Einherji oraz ÍB Ísafjörður. Ich miejsce zajęły spadające z 1. deild Víðir Garður i FH oraz awansujące z 3. deild Fylkir i Tindastóll.
| Uczestnicy poprzedniej edycji                                                                                 | Uczestnicy poprzedniej edycji | Uczestnicy poprzedniej edycji | Uczestnicy poprzedniej edycji |
| --- | ----------------------------- | ----------------------------- | ----------------------------- |
| BRE | Breiðablik                    | 3                             |                               |
| SEL | Selfoss                       | 4                             |                               |
| ÞRR | Þróttur Reykjavík             | 5                             |                               |
| ÍBV | ÍB Vestmannaeyja              | 6                             |                               |
| KS | KS                            | 7                             |                               |
| ÍRE | ÍR                            | 8                             |                               |
| Spadek z 1. deild                                                                                             |                               |                               |                               |
| VGA | Víðir Garður                  | 9                             |                               |
| FH | FH                            | 10                            |                               |
| Awans z 3. deild                                                                                              |                               |                               |                               |
| FYL | Fylkir                        | 1                             |                               |
| TIN | Tindastóll                    | 2                             |                               |
| Oznaczenia: - kolumna pierwsza – skróty nazw drużyn, - kolumna trzecia – miejsce zajęte w poprzednim sezonie. |                               |                               |                               |

## Tabela
| Lp. | Drużyna               | M  | Z  | R | P  | Bramki | Bramki | Różn. | Pkt | Uwagi              |
| --- | --------------------- | -- | -- | - | -- | ------ | ------ | ----- | --- | ------------------ |
| 1   | FH (A)                | 18 | 14 | 2 | 2  | 47     | 20     | +27   | 44  | Awans do 1. deild  |
| 2   | Fylkir (A)            | 18 | 9  | 6 | 3  | 39     | 30     | +9    | 33  | Awans do 1. deild  |
| 3   | Víðir Garður          | 18 | 8  | 3 | 7  | 38     | 31     | +7    | 27  |                    |
| 4   | ÍR                    | 18 | 8  | 2 | 8  | 31     | 35     | −4    | 26  |                    |
| 5   | Selfoss               | 18 | 7  | 4 | 7  | 27     | 26     | +1    | 25  |                    |
| 6   | Tindastóll            | 18 | 7  | 2 | 9  | 27     | 31     | −4    | 23  |                    |
| 7   | Breiðablik            | 18 | 6  | 5 | 7  | 27     | 33     | −6    | 23  |                    |
| 8   | ÍB Vestmannaeyja      | 18 | 6  | 2 | 10 | 29     | 36     | −7    | 20  |                    |
| 9   | KS (S)                | 18 | 5  | 4 | 9  | 38     | 46     | −8    | 19  | Spadek do 3. deild |
| 10  | Þróttur Reykjavík (S) | 18 | 2  | 6 | 10 | 27     | 42     | −15   | 12  | Spadek do 3. deild |

## Wyniki
| Gospodarz \ Gość  | BRE | FYL | FH  | SEL | KS  | TIN | ÍBV | VGA | ÍRE | ÞRR |
| Breiðablik        |     | 2:2 | 1:3 | 2:2 | 2:3 | 2:1 | 2:1 | 0:2 | 1:1 | 2:0 |
| Fylkir            | 2:3 |     | 1:1 | 2:1 | 4:3 | 3:2 | 2:1 | 5:1 | 2:1 | 1:0 |
| FH                | 3:0 | 2:2 |     | 1:5 | 3:1 | 3:1 | 3:0 | 3:2 | 1:0 | 3:0 |
| Selfoss           | 1:0 | 2:2 | 0:2 |     | 3:1 | 1:0 | 1:0 | 1:2 | 0:1 | 2:2 |
| KS                | 2:3 | 3:0 | 2:5 | 1:1 |     | 4:2 | 3:0 | 2:2 | 2:2 | 3:3 |
| Tindastóll        | 2:2 | 1:4 | 2:0 | 3:0 | 2:0 |     | 2:0 | 0:4 | 1:0 | 2:1 |
| ÍB Vestmannaeyja  | 1:1 | 0:2 | 3:1 | 3:1 | 6:1 | 2:4 |     | 2:1 | 4:1 | 3:2 |
| Víðir Garður      | 5:1 | 1:1 | 0:2 | 1:2 | 3:1 | 3:1 | 3:1 |     | 2:3 | 3:3 |
| ÍR                | 0:3 | 3:2 | 1:6 | 3:1 | 2:5 | 1:0 | 4:0 | 2:0 |     | 2:3 |
| Þróttur Reykjavík | 2:2 | 2:4 | 0:1 | 0:3 | 3:1 | 1:1 | 2:2 | 1:3 | 2:4 |     |

Źródło:  (ang.)
Objaśnienia:
1Drużyna gospodarzy jest wymieniona po lewej stronie tabeli.
Kolory: zielony – zwycięstwo gospodarzy, żółty – remis, różowy – zwycięstwo gości.

## Najlepsi strzelcy
| Bramki | Strzelcy               | Drużyna           |
| ------ | ---------------------- | ----------------- |
| 16     | Pálmi Jónsson          | FH                |
| 15     | Sigurður Hallvarðsson  | Þróttur Reykjavík |
| 11     | Heimir Karlsson        | Víðir Garður      |
| 10     | Eyjólfur Sverrisson    | Tindastóll        |
| 10     | Jón Þórir Jónsson      | Breiðablik        |
| 9      | Hördur Magnússon       | FH                |
| 9      | Jón Bjarni Guðmundsson | Fylkir            |
| 9      | Hafþór Kolbeinsson     | KS                |